# 주먼빌 글렌 전투
주먼빌 글렌 전투(영어: Battle of Jumonville Glen) 또는 주먼빌 사건(영어: Jumonville affair)은 1754년 5월 28일 영국군과 프랑스군 사이에 벌어진 전투로, 프렌치 인디언 전쟁의 첫 전투이다. 현재 펜실베이니아주 파예트 카운티 유니온 타운 근처에서 조지 워싱턴 이끄는 버지니아 식민지군과 동맹군인 밍고 족 인디언들이 조셉 쿨롱 드 빌리에 드 주몽빌이 이끄는 누벨 프랑스의 민병대를 매복하여 공격했다.
원래 영국이 오하이오 강을 기점 지역(현재의 피츠버그)에 요새를 건설하고 있었는데, 프랑스가 이 땅의 영유를 주장하고 나섰고, 이에 버지니아 식민지군이 프랑스군의 야영지를 둘러싸고 공격한 것으로 프랑스군에 몇 명의 전사자가 나와 대부분이 포로가 되었다. 주몽빌도 살해되었지만, 이것은 지금도 논란이 되고 있다.
이 전투는 7년 전쟁의 포문을 연 사건이었고, 워싱턴은 전투 후 네세시티 요새 전투에서 다시 누벨 프랑스군과 맞붙게 되었다. 이 때 워싱턴은 항복을 하였고 항복 문서에 서명했지만, 프랑스어 문서의 의미를 파악하지 못한 채 ‘주몽빌은 암살되었다’고 하는 취지에 동의하는 것으로 워싱턴이 주몽빌 암살을 기도했다는 비난을 사게 되었다.

## 배경
1740년대에서 1750년대 초에 걸쳐 많은 영국과 캐나다의 교역 업체가 오하이오 강 상류 유역을 포함한 오하이오 영토(현재의 펜실베이니아 서부)에 발길을 옮기게 되었다. 누벨 프랑스 당국은 영국 업체와 영국에서 온 이주민을 이 지역에서 몰아내려는 시도를 했고, 1753년, 오하이오에 일련의 요새를 건설하기 시작했다.
누벨 프랑스의 이러한 행동은 영국 뿐만 아니라, 이 지역의 인디언에게도 경계심을 가지게 했다. 프랑스와 인디언과 좋은 관계였음에도 불구하고, 영국 상인들은 인디언들에게 프랑스계 캐나다인보다 자신들과 거래를 하도록 종용했다. 프랑스의 요새 건설은 모두에게 환영받은 것은 아니었다. 특히, 밍고 족의 ‘하프 킹’(half king) 족장 타나카리슨은 단호하게 반대를 했으며, 결과적으로 반프랑스주의자가 되었다. 보고에 따르면, 특히 프랑스의 요새 건축 부대의 지휘관, 폴 마린 드 라 말그는 타나카리슨에게 화가 나서 이렇게 고함 쳤다. “너에게 말한다, 나는 강 하류로 간다. 만약 강이 막혀 있으면, 나의 부대를 보내, 터뜨리고 나에게 반대하는 놈들을 짓밟아 준다. 네가 말한 바보 같은 모든 어리석은 것들은 경멸받아 마땅하다.” 그러고나서, 그는 일단 타나카리슨이 선의의 증표로 준 왐펌을 바닥에 내동댕이 쳤다. 그후 얼마되지 않아 마린은 죽었다. 건설 부대의 새로운 사령탑으로는 자끄 르가저 드 생피에르가 임명되었다.

## 읽어 보기
- Dinwiddie, Robert (1883). 《The Official Records of Robert Dinwiddie: Lieutenant-Governor of the Colony of Virginia, 1751–1758》. Richmond, VA: Virginia Historical Society. OCLC 1710412.

## 참고
- Anderson, Fred (2000). 《Crucible of War: The Seven Years' War and the Fate of Empire in British North America, 1754–1766》. New York: Alfred Knopf. ISBN 978-0-375-40642-3. OCLC 237426391.
- Dwight, Theodore (February 1881). “The Journal of George Washington”. 《The Magazine of American History》. OCLC 1590082.
- Eccles, William John (1983). 《The Canadian Frontier, 1534–1760》. Albuquerque, NM: University of New Mexico Press. ISBN 978-0-8263-0706-4. OCLC 239773206.
- Fowler, William M (2005). 《Empires at War: The French and Indian War and the Struggle for North America 1754–1763》. New York: Walker & Company. ISBN 978-0-8027-7737-9. OCLC 263672663.
- Jennings, Francis (1988). 《Empire of Fortune: Crowns, Colonies, and Tribes in the Seven Years War in America》. New York: Norton. ISBN 978-0-393-02537-8. OCLC 16406414.
- Lengel, Edward (2005). 《General George Washington》. New York: Random House Trade Paperbacks. ISBN 978-0-8129-6950-4. OCLC 255642134.
- O'Meara, Walter (1965). 《Guns at the Forks》. Englewood Cliffs, NJ: Prentice Hall. OCLC 21999143.
- Parkman, Francis (1896) [1884]. 《Montcalm and Wolfe: Volume 1》. Boston: Little, Brown. OCLC 36673344.